# Toxotes oligolepis
Toxotes oligolepis és una espècie de peix de la família dels toxòtids i de l'ordre dels perciformes.

## Descripció
Fa 15 cm de llargària màxima. La tercera espina de l'aleta dorsal és notablement més llarga i més gruixuda que la quarta i la cinquena. La part espinosa de la dorsal és molt més alta que la part tova de la susdita aleta.

## Hàbitat i distribució geogràfica
És un peix d'aigua dolça, bentopelàgic i de clima tropical (24 °C-30 °C), el qual viu a les illes Moluques i, probablement també, a les Filipines. Els registres d'aquesta espècie a Austràlia són, de fet, identificacions errònies de Toxotes kimberleyensis.

## Observacions
És inofensiu per als humans.